# Kumànovo
Kumànovo (macedònic: Куманово) és una ciutat del nord de Macedònia del Nord, seu municipal de la municipalitat homònima.
La ciutat de Kumànovo és un dels enclavaments més conflictius que queden a la regió per la seva proximitat a la frontera amb Kosovo i Sèrbia.

## Geografia
El municipi limita amb Lípkovo, Ílinden i Aratxínovo a l'oest, Sèrbia al nord, Sveti Nikole i Petrovec al sud, Staro Nagoričane i Kratovo a l'est.
Té una àrea de 509,48 km².

## Demografia
Segons la divisió territorial de 2003, foren incorporats a Kumànovo una part del municipi d'Orašac i la resta ho fou al de Staro Nagoričane.
Sense Orašac, Kumànovo tenia 94.589 habitants en 1994 i 103.205 el 2002. La població d'Orašac era de 1.638 en 1994 i 1.252 en 2002. la població actual és des 104,457 habitants.
En nombre d'habitants, Kumànovo, amb 105.484 residents, és el municipi de Macedònia del Nord més poblat, en contraposició al de Vraneštica.
Hi ha 48 centres habitats.